# 406 Erna
406 Erna este un asteroid din centura principală, descoperit pe 22 august 1895, de Auguste Charlois.